# 필리피 루이스
필리피 루이스 카즈미르스키(포르투갈어: Filipe Luís Kasmirski, 1985년 8월 9일 ~ )는 브라질의 전 축구 선수로, 현역 시절 포지션은 레프트백이었다. 현재 캄페오나투 브라질레이루 세리이 A 플라멩구의 감독이다.

## 클럽 경력

### 초기 경력
필리피 루이스는 산타 카타리나의 자라과 두 술 출신이다. 피게이렌시에서 데뷔한 그는 2004년에 아약스에서 한 시즌을 머물며 유럽 축구를 처음으로 경험하였다. 2005년 8월 18일, 그는 우루과이의 CA 렌티스타스로 이적하였으나, 얼마 가지 않아 레알 마드리드에 임대로 합류하였다.
그러나, 필리피 루이스는 2005년에 세군다 디비시온에 소속되어 있는 리저브팀에서 보냈다.

### 데포르티보

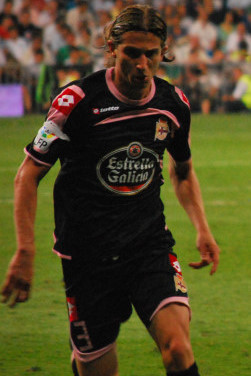
데포르티보에서 활약하는 필리피

2006년, 필리피 루이스는 렌티스타스에서 스페인으로 다시 임대되었는데, 그는 이번에 €2.2M의 바이아웃 조항을 가지고 데포르티보 라코루냐로 이적하였다. 그는 그의 첫 시즌에 많은 기회를 잡지 못하였으나, 임대 계약이 같은 바이아웃 조항에 1년 더 연장되었고, 2007-08 시즌에 호안 캅데빌라가 비야레알로 떠나게 되면서 그는 주전 레프트 백의 입지를 굳혔고, 팀의 핵심 선수가 되었다. 2008년 6월 10일, 데포르티보는 바이아웃을 통해 필리피 루이스와 5년 계약을 체결하였다. 데포르 (Depor) 선수로의 첫 시즌에, 그는 라 리가에서 38경기에 모든 경기를 출장한 유일한 필드 플레이어였고, 2골을 득점하였다.
2010년 1월 23일, 아틀레틱 빌바오전 (3-1로 이긴 홈 경기)에서 골네트를 가른 직후, 필리피 루이스는 상대 골키퍼인 고르카 이라이소스에 의해 다리가 깔리면서 오른쪽 종아리뼈에 큰 부상을 입었다. 또한, 그는 시즌 전 경기에 출전하는 와중에 그의 팀 데포르티보가 리그 테이블 4위에 랭크되기도 하였다. 놀랍게도 그는 4경기도 결장하지 않은 채 마요르카전에서 부상 복귀를 선언하였고, 이 경기의 리키 득점을 도왔다;갈리시아 연고의 클럽은 시즌을 10위로 마감하였다.

### 아틀레티코 마드리드
2010년 7월 23일, 필리피 루이스는 미공개 이적료에 아틀레티코 마드리드와 5년 계약을 체결하였고, 약 €12M에서 €13.5M 정도로 추측되고 있다. 9월 26일, 그는 레알 사라고사전에서 데뷔하였고, 디에고 코스타의 결승골을 띄워 주어 맨 오브 더 매치에 선정되었다. 그의 첫 시즌에, 필리피 루이스는 유소년 팀 졸업생 안토니오 로페스와 선발 자리를 놓고 지속적으로 경합하였다. 2011년 4월 10일, 그는 3-0으로 이긴 레알 소시에다드전에서 아틀레티코 첫 골을 기록하였다.

### 첼시
2014년 7월 17일 필리페는 첼시로 이적을 완료했다. 허나 본인과 가족들이 영국 생활에 적응하지 못했고, 다음 시즌 마드리드로 복귀하였다.

## 국가대표팀
폴란드 혈통을 가진 그의 아버지인 모이제스 카즈미르스키(Moisés Kasmirski)의 혈통을 따라 필리피 루이스는 폴란드 대표로도 활약이 가능했다. 하지만 2009년 8월 7일, 그는 부상당한 마르셀루를 대신하여 에스토니아와의 친선경기를 앞두고 브라질 대표에 차출되었다. 그는 8월 12일에 열린 이 경기에서 벤치에 머물렀고, 팀은 이 원정 경기에서 1-0으로 승리하였다.
필리피 루이스는 2009년 10월 15일, 베네수엘라와의 2010년 FIFA 월드컵 예선전에서 선택받은 자들 (Seleção)의 데뷔전을 치르었다.

## 수상

#### 피게이렌세
- 캄페오나투 카타리넨세 : 2003, 2004

#### 데포르티보 라코루냐
- UEFA 인터토토컵 : 2008

#### 아틀레티코 마드리드
- 라리가 : 2013-14
- 국왕컵 : 2012-13
- UEFA 유로파리그 : 2011–12, 2017-18
- UEFA 슈퍼컵 : 2012, 2018
- UEFA 챔피언스리그 준우승 : 2013-14, 2015-16

#### 첼시
- 프리미어리그 : 2014-15
- 카라바오컵 : 2014-15

#### 플라멩구
- 캄페오나토 브라실레이루 세리 A : 2019, 2020
- 코파 두 브라실 : 2022
- 수페르코파 두 브라질 : 2020, 2021
- 캄페오나토 카리오카 : 2020, 2021
- 코파 리베르타도레스 : 2019, 2022
- 레코파 수다메리카나 : 2020

#### 브라질
- 코파 아메리카 : 2019
- FIFA 컨페더레이션스컵 : 2013
- FIFA U-20 월드컵 3위 : 2005

### 감독

#### 플라멩구
- 코파 두 브라실 : 2024
- U-20 인터컨티넨탈컵 : 2024
- U-17 코파 리우 : 2024

### 개인
- 라리가 올해의 팀[14] : 2013-14
- 브라질 전국 리그 올해의 팀 : 2019
- 카리오카 주립 리그 올해의 팀 : 2020, 2021
- UEFA 라리가 올해의 팀 : 2015-16, 2016-17
- ESM 올해의 팀 : 2015-16
- FIFPRO 월드 11 후보 : 2014
- 코파 두 브라실 최우수 감독 : 2024

## 클럽 경력
2023년 12월 10일 기준
| 클럽                | 시즌    | 리그 | 리그 | 주립 리그 | 주립 리그 | 컵   | 컵   | 대륙 | 대륙 | 기타 | 기타 | 합계 | 합계 |
| 클럽                | 시즌    | 출장 | 득점 | 출장      | 득점      | 출장 | 득점 | 출장 | 득점 | 출장 | 득점 | 출장 | 득점 |
| ------------------- | ------- | ---- | ---- | --------- | --------- | ---- | ---- | ---- | ---- | ---- | ---- | ---- | ---- |
| 피게이렌시          | 2003    | 7    | 1    | 12        | 0         |      |      | -    | -    | -    | -    | 7    | 1    |
| 피게이렌시          | 2004    | 17   | 0    | 13        | 3         |      |      | -    | -    | -    | -    | 17   | 0    |
| 레알 마드리드 B     | 2005-06 | 37   | 0    | -         | -         | 0    | 0    | 0    | 0    | -    | -    | 37   | 0    |
| 데포르티보          | 2006–07 | 19   | 0    | -         | -         | 7    | 1    | 0    | 0    | -    | -    | 26   | 1    |
| 데포르티보          | 2007–08 | 33   | 1    | -         | -         | 2    | 0    | 0    | 0    | -    | -    | 35   | 1    |
| 데포르티보          | 2008–09 | 38   | 2    | -         | -         | 2    | 0    | 10   | 0    | -    | -    | 50   | 2    |
| 데포르티보          | 2009–10 | 21   | 3    | -         | -         | 3    | 1    | 0    | 0    | -    | -    | 24   | 4    |
| 아틀레티코 마드리드 | 2010–11 | 27   | 1    | -         | -         | 6    | 0    | 3    | 0    | -    | -    | 36   | 1    |
| 아틀레티코 마드리드 | 2011–12 | 36   | 0    | -         | -         | 1    | 0    | 16   | 0    | -    | -    | 53   | 0    |
| 아틀레티코 마드리드 | 2012–13 | 32   | 1    | -         | -         | 6    | 2    | 4    | 0    | 1    | 0    | 42   | 3    |
| 아틀레티코 마드리드 | 2013-14 | 32   | 0    | -         | -         | 5    | 0    | 10   | 1    | 2    | 0    | 49   | 1    |
| 첼시                | 2014-15 | 15   | 0    | -         | -         | 6    | 1    | 5    | 0    | 5    | 0    | 26   | 1    |
| 아틀레티코 마드리드 | 2015-16 | 32   | 1    | -         | -         | 1    | 0    | 10   | 0    | -    | -    | 45   | 1    |
| 아틀레티코 마드리드 | 2016-17 | 34   | 3    | -         | -         | 3    | 0    | 10   | 0    | -    | -    | 48   | 3    |
| 아틀레티코 마드리드 | 2017-18 | 20   | 1    | -         | -         | 4    | 0    | 8    | 0    | -    | -    | 28   | 1    |
| 아틀레티코 마드리드 | 2018-19 | 27   | 2    | -         | -         | 0    | 0    | 5    | 0    | -    | -    | 32   | 2    |
| 플라멩구            | 2019    | 16   | 0    | -         | -         | 0    | 0    | 5    | 0    | 2    | 0    | 23   | 0    |
| 플라멩구            | 2020    | 31   | 2    | 8         | 1         | 2    | 0    | 5    | 0    | 3    | 0    | 49   | 3    |
| 플라멩구            | 2021    | 22   | 0    | 5         | 0         | 4    | 0    | 11   | 0    | 1    | 0    | 43   | 0    |
| 플라멩구            | 2022    | 10   | 0    | 10        | 1         | 8    | 0    | 11   | 0    | 1    | 0    | 40   | 1    |
| 플라멩구            | 2023    | 10   | 0    | 4         | 2         | -    | -    | 5    | 0    | -    | -    | 19   | 0    |
| 통산                | 통산    | 516  | 18   | 52        | 5         | 61   | 5    | 117  | 1    | 15   | 1    | 760  | 30   |